# Willem Verhulst (collaborateur)
Willem Verhulst (Antwerpen, 10 juli 1898 – aldaar, 11 maart 1975) was een Vlaamse fascist en collaborateur in de Tweede Wereldoorlog. Als verklikker leidde hij tal van mensen naar hun dood. Na de oorlog bracht hij acht jaren in de gevangenis door.

## Leven
Verhulst was het jongste kind van negen van een diamantslijper in de buurt van het Antwerpse Koning Albertpark. Als vierjarige werd hij blind aan één oog. Hij groeide op met een anti-Belgische Vlaamsgezindheid en vocht als tiener met Franstalige jongeren van zijn stad. Hij studeerde aan de tuinbouwscholen van Melle en later van Vilvoorde. Daar raakte hij betrokken bij de Groeningerwacht. Via deze activistische jeugdbeweging sloot hij vriendschap met Hendrik Elias, de latere leider van het VNV. Aan het einde van de Eerste Wereldoorlog kreeg Verhulst een relatie met zijn Duits-Joodse kotbazin Elsa Meissner, die getrouwd was. Ze verhuisden naar Den Haag en traden er in het huwelijk. Na haar overlijden aan kanker in 1926 hertrouwde Verhulst het volgende jaar met Hermina 'Mientje' Wijers. Ze kregen drie kinderen. 
In de jaren '30 vestigde het gezin zich in Berchem. Verhulst werkte als handelsreiziger voor de elektrozaak MEGA en verhuisde naar Gent. Met lede ogen zag zijn streng protestants en pacifistisch georiënteerde vrouw hoe de man die zichzelf had beschreven als communistisch-anarchistisch-protestant steeds verder afgleed naar de Nieuwe Orde. Hij werd politiek actief in het extreemrechtse Vlaamsch Nationaal Verbond, waarvan hij zich afkeerde toen de partij toenadering zocht tot het Franstalige Rex. Tijdens de Tweede Wereldoorlog richtte Verhulst in oktober 1940 het Comité voor Dietsche Actie op, dat met hulp van de bezetter beslag legde op de Gentse Radiodistributie en op de École des Hautes Études. Het was een dekmantel voor zijn activiteiten als spion en v-Mann van de Sicherheitsdienst. Zonder zelf in het oog te lopen, organiseerde hij afrekeningen en deportaties naar concentratiekampen. Voortdurend was hij aan zijn bureau op de Korenlei in de weer met het opstellen van deportatielijsten van weerstanders, Joden, communisten en andere 'staatsgevaarlijken'. Hij bereidde onder meer de grote razzia van 28 februari 1942 voor. 
Door zijn positie kon Verhulst veel geld van de radiodistributie verduisteren. In 1942 betrok hij een huis in het Patershol. Hoewel afgekeurd voor de Waffen-SS, werd hij officier bij de SS en lid van de DeVlag. Zijn echtgenote verbood hem thuis in uniform rond te lopen en dwong hem zijn buste van Adolf Hitler van de voorkamer naar de zolder te brengen. Ze wilde niet te veel weten van zijn minnaressen, onder wie zijn vaste maîtresse Greta 'Griet' Latomme, die later in stilte zijn derde echtgenote zou worden.
Tegen het einde van de oorlog kreeg Verhulst angst voor het verzet, dat hem steeds meer in het oog kreeg. Begin september 1944 verbrandde hij zijn papieren en vluchtte hij met Latomme naar Hannover. In die streek werd hij in 1945 gearresteerd en opgesloten. In 1947 werd hij veroordeeld tot de doodstraf, omgezet in levenslange gevangenis. Bij genadebesluit van 22 mei 1950 werd dit herleid tot twintig jaar hechtenis en in november 1953 kwam hij voorwaardelijk vrij. Hij toonde nooit berouw en voelde zich een gestrafte idealist. De ooit gevreesde jodenjager moest voortaan leven met de haat van veel Gentenaren en pakte zijn baan van handelsvertegenwoordiger weer op. Na zijn dood wilde hij begraven worden met zijn eerste vrouw Elsa Meissner.

## Biografisch materiaal
Verhulsts zoon Adriaan werd professor geschiedenis aan de Rijksuniversiteit Gent en voorzitter van Liberas (1996-2002). In het boek Zoon van een 'foute' Vlaming (2000) nam hij een biografie op van zijn vader, waarin hij nauwelijks inging op diens oorlogsdaden. Hoewel hij vermeldde dat zijn vader tot aan zijn dood vaak had gezegd dat hij "het opnieuw zou doen", noemde hij hem "allesbehalve een nazi". Zijn zus Aletta Verhulst beantwoordde dit boek in 2013 met Dochter van een fantastische moeder, waarvoor ze geen uitgever vond.
De auteur Stefan Hertmans woonde in de jaren 1979-1999 in het vroegere huis van Verhulst in het Drongenhof. Hij ontdekte dit door het lezen van het boek van Adriaan Verhulst, bij wie hij zelf nog les had gevolgd. Hij ging naspeuringen doen en bekwam de medewerking van Verhulsts dochters Suzy en Letta, die hem celbrieven van hun vader en het dagboek van hun moeder verstrekten en toelating gaven om het dossier van het Krijgsauditoraat in te zien. Hij gebruikte de stof voor de documentaire roman De opgang. 

## Voetnoten
1. ↑  Uit het vonnis: "na voldoende en volgens de rechtsgang vereiste grondige overweging veroordelen wij beklaagde Willem Verhulst, als aanstichter, leider van het C.D.A., lid van de Waffen-ss, v-Mann en spion, actief en prominent lid van volksvijandige en het vaderland ondermijnende activiteiten in oorlogstijd, in acht genomen herhaald gebruik van geweld, grote verantwoordelijkheid in het laten verhoren met geweld van patriotten en andere burgers, met daarbovenop hier gedane getuigenis van volharding in de boosheid, tot de doodstraf."
2. ↑  Het oude huis in Gent, De Groene Amsterdammer, 7 oktober 2020
3. ↑  ‘In de woorden van extreemrechts hoor je de rancune van de grootvaders’, De Standaard, 26 september 2020
4. ↑  Stefan Hertmans schrijft meesterlijk boek over de illustere vroegere bewoner van zijn Gentse huis, De Morgen, 22 september 2020